# Hadena mareoides
Hadena mareoides là một loài bướm đêm trong họ Noctuidae.